# إدوارد لوكاس (لاعب كريكت)
إدوارد لوكاس (بالإنجليزية: Edward Lucas)‏ (16 يونيو 1848 في أستراليا - 19 أبريل 1916) هو لاعب كريكت أسترالي. لعب مع فريق تسمانيا للكريكت.

## وصلات خارجية
- إدوارد لوكاس (لاعب كريكت) على موقع إي آس بي آن كريك إنفو (الإنجليزية)